# José Ángel Lamas
José Ángel Lamas (Caracas, (Veneçuela), 2 d'agost de 1775 - idm. 10 de desembre de 1814) fou un compositor veneçolà, un dels representants més importants de la música clàssica a Veneçuela.
Estudià en l'Acadèmia fundada pel eclesiàstic i compositor Pedro Palacios y Sojo, en l'època que aquest país era una colònia d'Espanya, dedicant-se a la composició de música religiosa.
Deixà obres que es distingeixen per la seva melodia i sentiment, sent les principals: Missa solemne en re a quatre veus; Sepulto domine; Pésame a la Virgen; el Gran Miserere, dedicat al Capítol de la Catedral; i el popular Popule meus, composta per a la solemnitat del Divendres Sant de 1806, inspirada composició que tots els anys s'escolta en els temples veneçolans, sense que decaigui l'admiració que despertà fa més de dos segles. Fou també el primer que instrumentà a Caracas el Rèquiem de Mozart.